# SWR2 Stolpersteine zum Hören
Die SWR2 Stolpersteine zum Hören sind ein Projekt des Südwestrundfunks, das die Idee des Künstlers Gunter Demnig aufgreift. In ein- bis dreiminütigen Beiträgen werden die Lebensgeschichten von Verfolgten des NS-Regimes im SWR2-Sendegebiet vorgestellt. Jeder dieser „akustischen Stolpersteine“ hat ein entsprechendes Gegenstück am früheren Wohnort der Person. Das Projekt startete am 8. November 2013 und endete am 8. Mai 2015.

## „Stolpersteine“ im Radio
Die akustischen „Stolpersteine“ wurden zu unterschiedlichen Tageszeiten in SWR2 gesendet. Sie machen individuelle Lebensgeschichten von Verfolgten des NS-Regimes, die im Sendegebiet gewohnt haben, hörbar. Das Gerüst bilden jeweils die rudimentären Lebensdaten, die auf den Stolpersteinen eingraviert sind. Durch Briefauszüge, Tagebucheinträge und Interviews mit Zeitzeugen entstanden biografische Collagen, die den Charakter von Erinnerungssplittern haben. Sie erzählen von Einzelschicksalen und werfen darüber hinaus auch einen Blick auf das persönliche und historische Umfeld während des NS-Regimes.

## Die SWR2-Stolpersteine im Internet
Auf der Internetseite von SWR2 können die Stolpersteine jederzeit nachgehört werden. Sie sind dort mit weiterem Archivmaterial zu den einzelnen Schicksalen aufbereitet. Persönliche Dokumente, Fotoalben und Videos ergänzen diese Lebensgeschichten. Über einen Zeitraum von eineinhalb Jahren entstand so ein Audio-Archiv mit Stolpersteinen aus dem gesamten SWR-Sendegebiet – auch im Austausch mit den Hörern, die aufgerufen wurden, Dokumente beizusteuern und Anregungen zu geben.

### Stolpersteine-App
Die SWR2-Stolpersteine sind in der Smartphone-App „Stolpersteine Guide“ integriert und lassen sich mit ihrem gesamten Online-Angebot auf mobilen Endgeräten (Android und iOS) abrufen. Mit Hilfe einer Karte und Standortbestimmung ist es möglich, zusätzliche Informationen zu einem entsprechenden Stolperstein direkt vor Ort abzurufen.
Die Entwicklung der App startete bereits 2012 als Hochschulprojekt der FH Trier in Kooperation mit der Trierer Stolpersteininitiative AG Frieden. Der „Stolpersteine Guide“ ist unter der Betreuung von Dozent Marcus Haberkorn zusammen mit den Studenten Alexander Prümm, Peter Nürnberger und Kim-Julian Becker entstanden.

## Auszeichnungen
- 2014 bekam die Seite der SWR2-Stolpersteine die Comenius-EduMedia-Medaille für hervorragende exemplarische IKT-basierte Bildungsmedien verliehen.[3]